# Джованні Плаццер
Джованні Плаццер (італ. Giovanni Plazzer, 30 вересня 1909 — 23 червня 1983) — італійський академічний веслувальник.
Срібний призер Олімпійських Ігор 1932 року в складі розпашної четвірки зі стерновим.